# Любош Калоуда
Любош Калоуда (чеськ. Luboš Kalouda, нар. 20 травня 1987, Брно) — чеський футболіст, півзахисник клубу «Словацко».
Виступав, зокрема, за клуби ЦСКА (Москва) та «Спарта» (Прага), а також молодіжну збірну Чехії.

## Клубна кар'єра
Народився 20 травня 1987 року в місті Брно. Вихованець футбольної школи клубу «Брно». Дорослу футбольну кар'єру розпочав 2006 року в основній команді того ж клубу, в якій провів два сезони, взявши участь у 24 матчах чемпіонату.
Своєю грою за цю команду привернув увагу представників тренерського штабу клубу ЦСКА (Москва), до складу якого приєднався 2008 року. Відіграв за московських армійців наступний сезон своєї ігрової кар'єри.
2009 року відправився в оренду до клубу «Спарта» (Прага), у складі якого провів наступний рік своєї кар'єри гравця.
Згодом з 2010 по 2014 рік грав у складі команд клубів «Волгар» (Астрахань), «Олександрія» та «Дукла» (Прага).
До складу клубу «Словацко» приєднався 2014 року. Відтоді встиг відіграти за команду з Угерське-Градіште 6 матчів в національному чемпіонаті.

## Виступи за збірні
2004 року дебютував у складі юнацької збірної Чехії, взяв участь у 5 іграх на юнацькому рівні.
Протягом 2006–2007 років  залучався до складу молодіжної збірної Чехії. На молодіжному рівні зіграв у 17 офіційних матчах, забив 3 голи.